# 자우하르

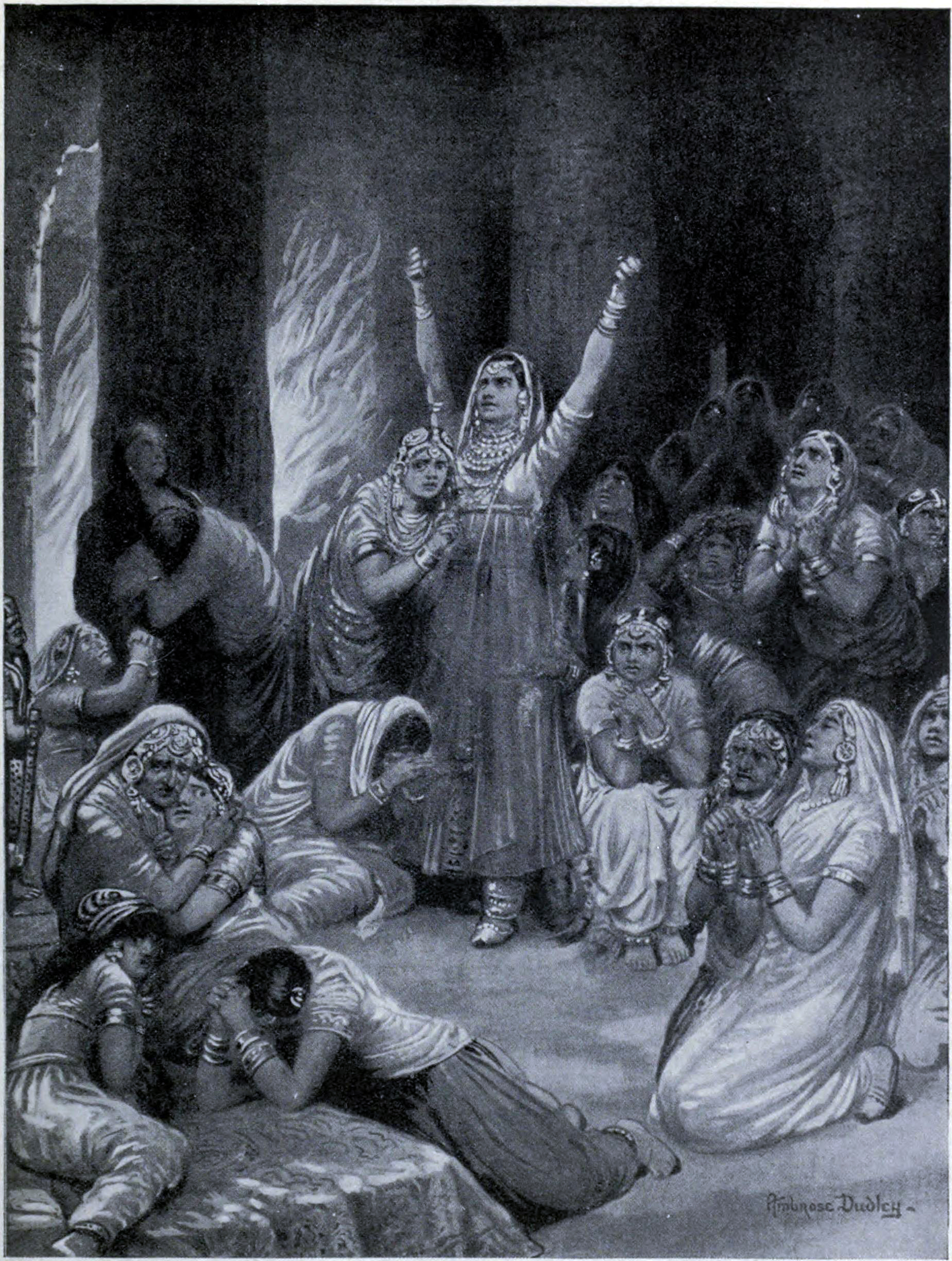
1567년 라지푸트 자우하르 (대량 학살) 의식, 암브로스 더들리가 1910년경 허친슨스 네이션스 역사에 묘사함

자우하르(Jauhar), 조와르(Jowhar) 또는 주하르(Juhar)는 인도 아대륙에서 힌두 라지푸트 여성과 소녀들이 전쟁 중 확실한 패배에 직면했을 때 포로, 성노예, 노예화, 그리고 강간을 피하기 위해 대규모 분신자살을 저지른 관습이었다. 자우하르에 대한 일부 보고서에는 여성들이 아이들과 함께 분신자살을 저지른 것으로 언급되어 있다. 이 관습은 역사적으로 인도 북서부 지역에서 관찰되었으며, 기록된 역사상 가장 유명한 자우하르는 라자스탄주의 힌두 라지푸트 왕국과 대적하는 이슬람 군대 사이의 전쟁 중에 발생했다. 자우하르는 전쟁 중에만 행해졌으며, 보통 승리할 가망이 없을 때였다. 자우하르는 힌두 라지푸트 여성들이 피할 수 없는 군사적 패배에 직면했을 때 포로가 되어 학대당하는 것을 피하기 위해 자녀와 귀중품과 함께 대규모 화재 속에서 자살하는 것을 포함했다. 동시에 또는 직후에 남자들은 확실한 죽음을 예상하며 전장으로 의례적으로 행진했는데, 이를 지역 전통에서는 사카(saka)라고 불렀다. 이 관습은 이를 저지른 사람들이 생명보다 명예를 더 중요하게 여긴다는 것을 보여주기 위한 것이었다.
힌두 왕국에 의한 자우하르는 델리 술탄국과 무굴 제국의 무슬림 역사가들에 의해 문서화되었다. 자우하르의 가장 자주 언급되는 사례 중 하나는 1303년 델리 술탄국의 할지 왕조 침략군에 직면했을 때 라자스탄의 치토르가르 요새 여성들이 저지른 집단 자살이다. 자우하르 현상은 1327년 델리 술탄국 군대에 함락되었을 때 북부 카르나타카주의 캄필리 왕국과 같이 인도의 다른 지역에서도 관찰되었다.
치토르가르에서는 자우하르 멜라(Jauhar Mela)라는 영웅주의 연례 행사가 열리며, 현지인들은 조상들을 기린다.

## 어원
자우하르(jauhar)라는 단어는 산스크리트어 자투그르하(jatugr̥ha)와 관련이 있으며, "사람을 산 채로 태우기 위해 옻칠과 다른 가연성 물질로 바른 집"을 의미한다. 또한 "보석, 가치, 미덕"을 의미하는 페르시아어 고하르(gōhar)에서 유래했다고 잘못 해석되기도 했다. 존 스트랫튼 홀리(John Stratton Hawley) 작가는 이러한 혼란이 지브하르(jivhar)와 자우하르(jauhar)가 v와 u를 나타내는 동일한 글자를 사용하여 동일한 방식으로 쓰였기 때문에 발생했다고 말한다. 따라서 지브하르 역시 자우하르의 의미와 잘못 연관되게 되었다.

## 관습
자우하르 관습은 문화적으로 사티와 관련이 있다고 주장되어 왔으며, 둘 다 여성의 분신자살 형태이다. 그러나 이 둘은 표면적으로만 유사할 뿐, 근본적인 이유는 크게 다르다. 사티는 힌두교 미망인이 남편의 장례식 불에 앉아 자살하는 관습이었다. 자우하르는 패배가 임박했을 때 침략자들에게 포로가 되어 노예가 되는 것을 피하기 위해 여성들이 집단적으로 분신자살하는 것이었다. 분신자살은 단순한 자살보다 선호되었는데, 이는 남편, 자녀 및 씨족원이 지켜봐야 할 죽은 시신의 어떤 훼손 가능성도 부정할 수 있었기 때문이다.
카우시크 로이(Kaushik Roy)는 자우하르가 힌두-무슬림 전쟁 중에만 관찰되었고, 라지푸트들 사이의 힌두-힌두 내전 중에는 그렇지 않았다고 말한다. 그러나 존 홀리(John Hawley)는 이 주장에 동의하지 않는다. 그는 이를 인도 여성을 포로로 잡았던 그리스 정복자와 연결시키며, 자우하르 관습이 그 지역에서의 그리스 원정으로 시작되었을 수 있다고 주장한다. 비나 탈와르 올든버그도 이에 동의하지 않으며, "라지푸트 왕국들 간의 내전은 무슬림 침략 이전부터 자우하르의 첫 계기가 되었을 것이 거의 확실하며, 이 관습이 대중적으로 관련되어 있는 것은 무슬림 침략 이전부터였다"고 말한다. 또한 "연속적인 침략자들이 아대륙에 진입했던 북서부의 지정학적 상황은 라자스탄을 끊임없는 전쟁 지역으로 만들었으며, 따라서 사회적으로 가장 존경받는 공동체는 브라만이 아니라 토지를 통제하고 방어했던 크샤트리아 또는 라지푸트 카스트였다. 이러한 역사는 무슬림의 도래보다 천 년 이상 앞선다. 라자스탄과 비자야나가라에서 발굴되어 연대 측정된 기념석들은 남녀 모두의 죽음을 표시한다. 그들의 연대 측정은 신뢰할 수 있으며, 전쟁의 시기와 지역과 완벽하게 일치한다."고 말한다.
자우하르 현상은 힌두교도와 무슬림에 의해 다르게 보고되고 인식되었다. 힌두교 전통에서 자우하르는 적에게 확실한 패배와 학대에 직면한 공동체 여성들의 영웅적인 행위였다. 무슬림 역사가들에게 자우하르는 그들의 문화에 의해 여성들에게 강요된 행위로 묘사되었다. 비교 종교학 교수 아르빈드 샤르마(Arvind Sharma)에 따르면, 시인 학자 아미르 호스로우는 이를 "의심할 여지 없이 마법 같지만 영웅적"이라고 묘사했다.

## 발생
가장 자주 인용되는 자우하르 사례 중 세 가지는 라자스탄의 치타우르(치타우르가르, 치토르가르) 요새에서 1303년, 1535년, 그리고 1568년에 발생했다. 자이살메르에서는 두 번의 자우하르가 발생했는데, 하나는 알라웃딘 할지 통치 기간 중인 1299년에, 다른 하나는 1326년 투글루크 왕조 통치 기간 중에 발생했다. 자우하르와 사카는 영웅적인 행위로 간주되었으며, 이 관습은 라자스탄주의 지역 민요와 민속에서 미화되었다.

### 알렉산드로스 대왕의 인도 침공 시 조하르
기원전 336년에서 323년 사이에 알렉산드로스 대왕의 군사 역사를 담은 아리아노스의 2세기 CE 저서인 《알렉산드로스 아나바시스》 제6권에는 인도 북서부의 아가라소이족에 의한 대규모 분신자살이 언급되어 있다. 아리아노스는 알렉산드로스 군대가 북서부 인도 아대륙의 사람들을 정복하고 노예로 삼았다고 언급한다. 마케도니아와 아갈로소이 군대에서 많은 사망자가 발생한 전쟁 중, 아갈로소이 마을의 약 2만 명의 남성, 여성, 어린이가 군사적 패배가 임박했다고 믿게 되자 마을에 불을 지르고 분신자살했다.
말리족 또한 유사한 행위를 저질렀는데, 피에르 에르만 레오나르 에그몽(Pierre Herman Leonard Eggermont)은 이를 자우하르로 간주한다. 아리아노스는 그들이 자신들과 함께 집을 불태우기 시작했다고 진술하지만, 집 안에서 산 채로 잡힌 인도인들은 그리스인들에 의해 학살되었다.

### 신드의 자우하르: 무함마드 빈 카심
712년, 무함마드 빈 카심과 그의 군대는 인도 아대륙 서부의 여러 왕국을 공격했다. 그는 당시 신드 지역의 힌두 왕이었던 라자 다히르의 수도를 포위했다. 다히르가 살해된 후, 라디 왕비는 몇 달 동안 수도의 방어를 지휘했다. 식량이 바닥나자 그녀와 수도의 여성들은 항복을 거부하고 장작불을 지르고 자우하르를 저질렀다. 남아있던 남자들은 침략군에 의해 죽음을 맞이하러 나섰다.

### 괄리오르의 자우하르: 일투트미쉬
델리 술탄국의 술탄 샴스 우드 딘 일투트미쉬는 1232년 라지푸트의 지배를 받던 괄리오르를 공격했다. 라지푸트 여성들은 일투트미쉬 군대에 복종하는 대신 자우하르를 저질렀다. 괄리오르 요새 북쪽 끝에 여성들이 집단 자살을 저지른 장소는 자우하르탈(Jauhar-tal) 또는 자우하르 쿤드(Johar kund, Jauhar Tank)로 알려져 있다.

### 란탐보르의 자우하르: 알라웃딘 할지

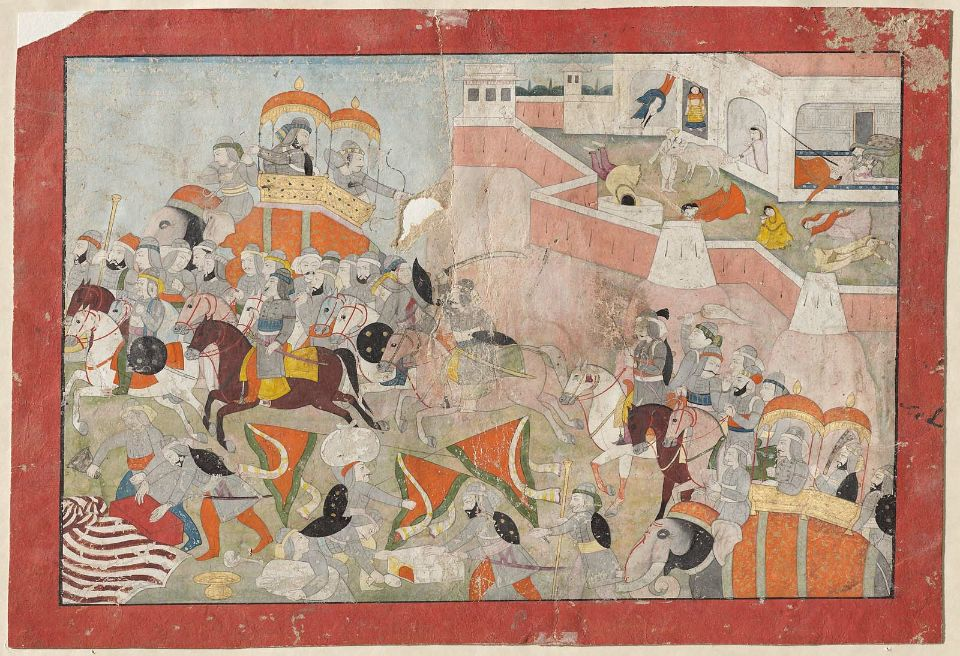
술탄 알라웃딘의 도주; 란탐보르 여성들의 자우하르. 1825년경의 인도 파하리 양식 회화

1301년, 무슬림 할지 왕조의 델리 술탄국의 알라웃딘 할지는 란탐보르 요새를 포위하고 점령했다. 확실한 패배에 직면했을 때, 방어하던 통치자 함미라데바는 병사들과 함께 죽기까지 싸우기로 결정했고, 그의 장관 자자(Jaja)는 조하르의 조직을 감독했다. 함미라 데바의 왕비, 딸들, 그리고 다른 여성 친척들은 자우하르를 저질렀다.
함미라 데브의 아내 라니 랑 데비(Rani Rang Devi)와 그의 딸 파드말라(Padmala)는 다른 여성들과 함께 침략하는 이슬람 군대로부터 그들의 명예를 보호하기 위해 자우하르를 저지르기로 결정했다. 그러나 그들은 자우하르를 저지를 거대한 희생의 불과 제단을 마련할 시간이 없었기 때문에, 요새의 저수지에 뛰어들어 집단 자살을 저질렀다. 그녀를 기리기 위해 이 저수지는 "파드말라 탈라브(Padmala Talav)"라고 명명되었다.
란탐보르의 자우하르는 알라웃딘의 궁정 시인 아미르 호스로우에 의해 묘사되었는데, 이는 페르시아어 텍스트에 묘사된 최초의 자우하르가 되었다.

### 치토르의 첫 번째 자우하르: 알라웃딘 할지
많은 학자들에 따르면, 치토르가르의 첫 번째 자우하르는 1303년 치토르 요새 공성전 중에 발생했다. 이 자우하르는 전설적인 라자스탄 시의 주제가 되었으며, 라니 파드마바티가 주인공으로 등장하여 그녀와 다른 라지푸트 여성들이 델리 술탄국의 무슬림 통치자 알라웃딘 할지에게 포로로 잡히는 것을 피하기 위해 자우하르를 저질렀다. 치토르의 첫 번째 자우하르의 역사적 진실성은 라자스탄의 전통적인 믿음과 말리크 무함마드 자야시의 파드마바트와 같은 이슬람 수피 문학에 기반을 두고 있다.

### 캄필리의 자우하르: 무함마드 빈 투글루크
북부 카르나타카주의 캄필리 왕국의 힌두 여성들은 1327년 무함마드 빈 투글루크가 통치하는 델리 술탄국의 무슬림 군대에 함락되었을 때 자우하르를 저질렀다.

### 찬데리의 자우하르: 바부르

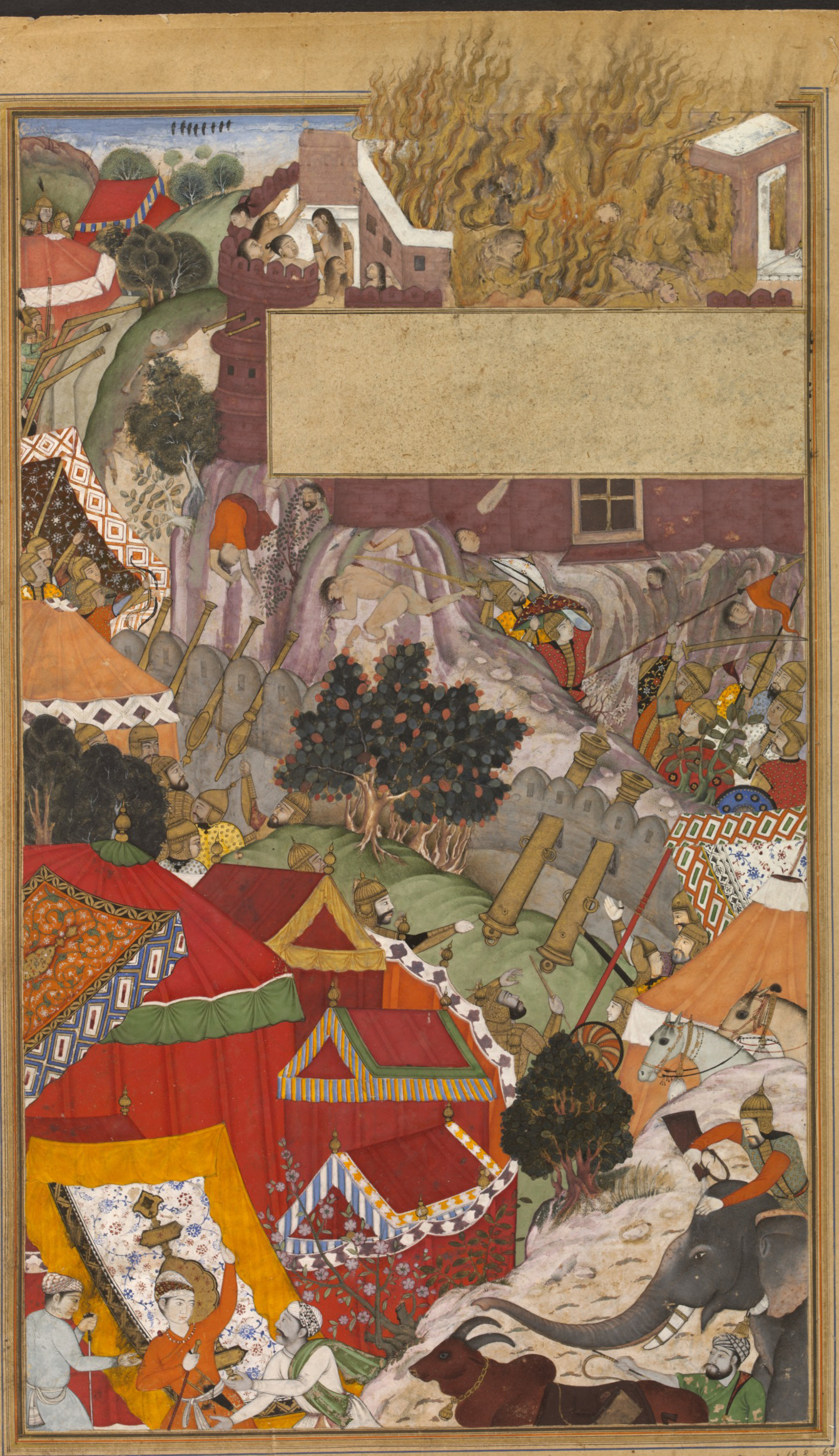
1568년 치토르가르 공성전 중 힌두 여성들의 분신자살 (자우하르)

16세기 초 북부 마디아프라데시주의 찬데리를 통치했던 힌두 라지푸트 왕 메디니 라이는 무굴 제국의 창시자 바부르의 무슬림 군대에 맞선 칸와 전투에서 라나 상가를 도우려 했다. 1528년 1월, 그의 요새는 바부르의 침략군에 압도되었다. 찬데리 요새의 여성들과 아이들은 자우하르를 저질렀고, 남자들은 사프란 옷을 입고 1월 29일에 사카 의식을 치렀다.

### 치토르의 두 번째 자우하르: 바하두르 샤
라나 상가는 칸와 전투 후 1528년에 사망했다. 그 직후, 메와르와 치토르는 그의 미망인인 라니 카르나바티의 섭정 하에 놓였다. 왕국은 구자라트의 무슬림 술탄 바하두르 샤에 의해 포위되었다. 라니는 1535년 3월 8일 다른 여성들과 함께 자우하르를 저질렀고, 라지푸트 군대는 포위하는 무슬림 군대에 맞서 싸우러 나섰고 사카를 저질렀다.
치토르가르가 구자라트 술탄의 임박한 공격에 직면하자, 카르나바티는 한때 라키를 주었던 무굴 황제 후마윤에게 도움을 요청했다. 바하두르 샤는 두 번째로 요새를 약탈했다. 카르나바티는 13,000명의 다른 여성들과 함께 화약이 있는 건물에 스스로를 가두고 불을 붙여 집단 자살을 저질렀다.
그러나 카르나바티가 후마윤에게 라키를 보낸 이야기는 17세기 (사건 발생 200년 후)의 신뢰할 수 없는 소문에 기반한 허구의 이야기로, 잘못 민담의 일부가 된 것으로 보인다. 동시대 페르시아 및 힌두 당국은 이 이야기를 전혀 언급하지 않았다.

### 치토르의 세 번째 자우하르: 악바르
무슬림 무굴 황제 악바르의 군대는 1567년 9월 라지푸트의 치토르 요새를 포위했다. 그의 군대가 1568년 봄 라자스탄의 치토르가르를 점령한 후, 힌두 여성들은 자우하르를 저질렀고, 다음날 아침 수천 명의 라지푸트 남성들은 사카 의식을 치렀다. 무굴 군대는 요새 밖으로 나온 모든 라지푸트 병사들을 죽였다. 직접적인 목격자는 아니었던 아불 파즐 이븐 무바라크는 악바르와 그의 군대가 본 사건에 대한 전해 들은 이야기를 전했다. 아불 파즐은 여성들이 라지푸트 남성들의 희생자였으며 자발적인 참여자가 아니었고, 이 라지푸트 남성들은 죽기 위해 나섰으며, 그들의 삶을 던져버렸다고 주장했다. 데이비드 스미스(David Smith)에 따르면, 1568년 악바르가 치토르가르 요새에 들어섰을 때, 그곳은 "거대한 화장터에 불과했다."
린지 할란(Lindsey Harlan)에 따르면, 1568년의 자우하르는 지역 전설의 일부이며, 홀리 힌두 축제일에 악바르 군대에 의한 치토르가르 학살의 날로 현지에서 기억되며, "붉은색은 그날 흘린 피를 의미한다"고 한다.

### 라이센의 세 자우하르: 후마윤
마디아프라데시주의 라이센은 16세기 초에 무슬림 무굴 군대에 의해 반복적으로 공격받았다. 1528년에 첫 번째 자우하르는 라니 찬데리(Rani Chanderi)가 이끌었다. 무굴 군대가 떠난 후, 왕국은 델리의 명령을 따르기를 거부했다. 라이센 요새의 긴 포위로 요새 내의 모든 보급품이 바닥나자, 라니 두르가바티(Rani Durgavati)와 700명의 라이센 여성들은 1532년에 두 번째 자우하르를 저질렀고, 남성들은 락시만 투아르(Lakshman Tuar)의 지휘 하에 사카를 저질렀다. 무굴 통치에 대한 이러한 거부는 반복되었고, 1543년에는 라니 랏나발리(Rani Ratnavali)가 세 번째 자우하르를 이끌었다.

### 분델칸드의 자우하르: 아우랑제브
아우랑제브의 거대한 무슬림 군대는 1634년 12월 마디아프라데시주의 분델라를 포위했다. 요새가 함락되자 거주하던 여성들은 자우하르를 저질렀다. 의식을 마치지 못하고 진행 중이던 자우하르에서 살아남은 사람들은 하렘으로 강제 편입되었다. 남자들은 이슬람으로 개종하도록 강요되었고, 거부한 사람들은 처형되었다.

### 닷다날라의 자우하르: 미르 파줄라
1710년, 반란군 무슬림 무굴 아미르인 미르 파줄라(Mir Fazlullah)는 프라카삼구에 있는 두파티 사야파네니 나약스의 수도였던 닷다날라(Daddanala)라는 마을을 침공했다. 책임자였던 사야파네니 페다 벤카타드리 나야두(Sayapaneni Pedda Venkatadri Nayudu)가 전투 중 사망하자, 모여 있던 모든 사야파네니 여성들은 요새의 집들에 불을 지르고 불에 타 죽었다. 다섯 살 난 말리카르주나 나야두(Mallikarjuna Nayudu) 왕자는 여종이 요새 벽의 구멍을 통해 그를 몰래 빼내 구해냈고, 그는 친척들에 의해 길러졌다.

### 무굴 제국 시대의 자우하르
조하르와 같은 관습은 힌두교도들에게만 국한된 것이 아니었다. 무슬림 통치자들도 명예의 실추를 막기 위해 자신의 여성들을 죽이도록 명령한 기록이 있다.
힌두스탄의 무슬림 황제였던 자한기르는 그의 회고록에서, 귀족 칸 이 자한(Khan-i-Jahan)이 적 셰르 샤 수리와의 전투 중 그의 아내들에게 자우하르를 저지르도록 명령했다고 진술했다. 아홈 왕국과의 전쟁 중, 미르자 나탄(Mirza Nathan)은 자신이 죽으면 자신의 진영에 있는 모든 무굴 여성들을 죽이도록 명령했다. 그는 나중에 그들에게 자우하르를 수행하도록 명령했다.

## 같이 보기
- 명예 자살
- 악바르나마
- 인도네시아와 말레이시아 힌두 왕국의 푸푸탄 관습
- 할복
- 사티
- 분신자살

## 참고 문헌
- Banarsi Prasad Saksena (1992) [1970]. 〈The Khaljis: Alauddin Khalji〉.   무함마드 하비브; 칼리크 아마드 니자미. 《A Comprehensive History of India: The Delhi Sultanat (A.D. 1206–1526)》 5 Seco판. The Indian History Congress / People's Publishing House. OCLC 31870180.
- Dasharatha Sharma (1959). 《Early Chauhān Dynasties》. S. Chand / Motilal Banarsidass. ISBN 9780842606189.
- Dirk H. A. Kolff (2002). 《Naukar, Rajput, and Sepoy》. Cambridge University Press. ISBN 978-0-521-52305-9.
- Kishori Saran Lal (1950). 《History of the Khaljis (1290–1320)》. 알라하바드: The Indian Press. OCLC 685167335.
- Satish Chandra (2007). 《History of Medieval India: 800–1700》. Orient Longman. ISBN 978-81-250-3226-7.
- 베니, 롤랑; 매테슨, 실비아 A. (1984). 《라자스탄 - 왕들의 땅》. 런던: 프레데릭 뮬러. 200 pages쪽. ISBN 0-584-95061-6.